# Saint-Ferriol

Saint-Ferriol este o comună în departamentul Aude din sudul Franței. În 1 ianuarie 2022 avea o populație de 114 de locuitori.